# 劉四端
劉四端（16世紀—17世紀），曾用名牛鳴殿，字，號心統，河南汝寧府光州息縣人，明朝政治人物。

## 生平
劉四端是萬曆三十四年（1606年）丙午科舉人，四十四年（1616年）成進士，刑部觀政，擔任趙城知縣，四十六年本省同考，期間愛護人民、教育十子，並裁減當地驛站冗費，節省千兩；兩年後萬曆四十七年調任臨汾，得趙城人民建生祠祭祀。天啓二年（1622年）他升任浙江道監察御史，上疏減免遼東稅收舒緩民力，四年改任山西巡按御史，六年轉為陝西副使，崇祯元年（1628年）三月升山西右參政、山東參議和陝西右參政，執政都能平和得人心，堅守法規不偏不倚。致仕後，他在息縣清水港捐款建造石橋，又布施鄉里、撫恤孤寡，惠及社群。

## 家族
曾祖劉鑾。祖父劉平。父劉守謙。

## 引用
1. 1 2  康熙《光州志·卷五十二·仕賢列傳三》：劉四端，字心統，息縣人，萬曆丙辰進士。除趙城令，調臨汾，劑民以寬，獨嚴治游猾；擢御史，疏咸遼餉以寬民力。出按山西，歷陝西參政，所至以和平得人心；及遇事有執守不亢不阿。致政後，縣西南清水港苦沮洳，捐建石橋以利行人，敦故舊、恤孤寡，好施不倦，惠周鄉里。 節舊志
2. ↑  康熙《光州志·卷四十·選舉志中》：（萬曆）丙午科（舉人）有……牛鳴殿 後復姓名劉四端，息縣人
3. ↑  道光《霍州直隸州志·卷二十·宦績》：劉四端，河南息縣進士，萬歷年任（趙城知縣）。愛民課士，弊絕風清，裁革霍驛冗費，民間歲省千金；甫二年以卓異調臨汾，士民乞留不允，為建生祠祀焉。
4. ↑  《明熹宗悊皇帝實錄·卷二十八》：（天啟二年十一月辛丑）填補試御史：劉四端浙江道、吳尚默山東道、楊方盛山西道、徐紹吉貴州道。
5. ↑  《崇禎長編·卷七》：（崇禎元年三月乙酉）……陝西副使劉四端為山西右參政。
6. ↑  《崇禎長編·卷四十三》：（崇禎四年二月庚戌）……山東參議劉四端為陝西右參政。